# 삭소 그라마티쿠스

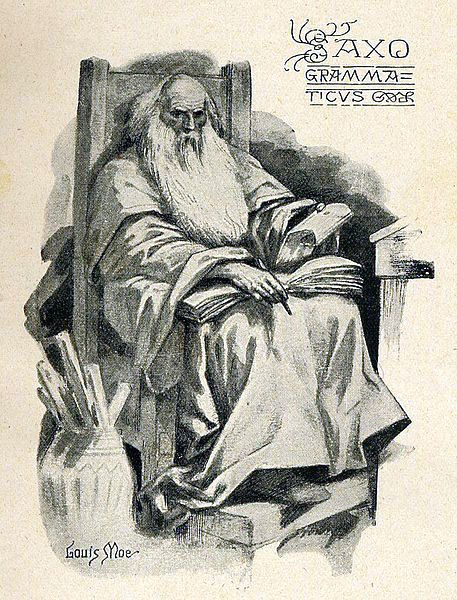

삭소 그라마티쿠스(Saxo Grammaticus, 1150년경 ~ 1220년경)은 덴마크의 역사가이며, 그의 일생에 대해서는 자세히 알 수 없다. 또한 라틴어로 《덴마크의 역사》을 썼는데, 이는 덴마크 중세문학의 유일한 작품으로 그 자료는 옛 이야기노래, 아이슬란드 사람에 의해 만들어진 이야기, 압살론의 전설과 편지, 옛 연대기, 당시에 이르기까지의 덴마크 역사에 관한 저작 등이다. 16권으로 되어 있는데, 1 ~ 9권은 고대사, 10 ~ 13권은 그리스도 교화(敎化)시대, 14 ~ 16권은 당시의 일들을 엮어 놓았다.